# Dipartimento di Touba
Il dipartimento di Touba è un dipartimento della Costa d'Avorio situato nella regione di Bafing, distretto di Woroba.
La popolazione censita nel 2014 era pari a 75.032 abitanti.
Il dipartimento è suddiviso nelle sottoprefetture di Dioman, Foungbesso, Guintéguéla e Touba.